# Grande Prêmio de Road America de 2006 (Champ Car)
O Grande Prêmio de Road America de 2006 foi a décima-segunda etapa da temporada de 2006 da Champ Car.
A prova, que teve como vencedor A. J. Allmendinger, da Forsythe Racing, ficou marcada pelo violento acidente sofrido pela inglesa Katherine Legge, da PKV Racing, já nas últimas voltas da corrida, causando 42 minutos de interrupção.

## Resultados

### Treino classificatório
| Posição | País           | Piloto             | Equipe                  | Treino 1 | Treino 2 | Melhor tempo |
| ------- | -------------- | ------------------ | ----------------------- | -------- | -------- | ------------ |
| 1       | Reino Unido    | Dan Clarke         | CTE Racing-HVM          | 1:55.123 | —        | 1:55.123     |
| 2       | França         | Sébastien Bourdais | Newman/Haas Racing      | 1:58.945 | 2:06.460 | 1:58.945     |
| 3       | Países Baixos  | Charles Zwolsman   | Mi-Jack Conquest Racing | 1:55.599 | 2:11.121 | 1:55.599     |
| 4       | Canadá         | Alex Tagliani      | Team Australia          | 1:57.517 | 2:09.891 | 1:57.517     |
| 5       | Estados Unidos | A. J. Allmendinger | Forsythe Racing         | 1:58.507 | 2:07.969 | 1:58.507     |
| 6       | Reino Unido    | Justin Wilson      | RuSPORT                 | 1:59.076 | 2:06.994 | 1:59.076     |
| 7       | Austrália      | Will Power         | Team Australia          | 1:59.286 | 2:07.683 | 1:59.286     |
| 8       | Reino Unido    | Katherine Legge    | PKV Racing              | 1:59.388 | 2:12.916 | 1:59.388     |
| 9       | Canadá         | Andrew Ranger      | Mi-Jack Conquest Racing | 1:59.486 | 4:09.032 | 1:59.486     |
| 10      | Brasil         | Bruno Junqueira    | Newman/Haas Racing      | 1:59.977 | —        | 1:59.977     |
| 11      | Canadá         | Paul Tracy         | Forsythe Racing         | 2:00.165 | 2:08.767 | 2:00.165     |
| 12      | Bélgica        | Jan Heylen         | Dale Coyne Racing       | 2:00.835 | 2:11.400 | 2:00.835     |
| 13      | Espanha        | Oriol Servià       | PKV Racing              | 2:01.082 | 2:10.782 | 2:01.082     |
| 14      | Estónia        | Tõnis Kasemets     | Rocketsports Racing     | 2:01.381 | 2:10.273 | 2:01.381     |
| 15      | México         | Mario Domínguez    | Rocketsports Racing     | 2:01.882 | 2:11.076 | 2:01.882     |
| 16      | França         | Nelson Philippe    | CTE Racing-HVM          | 2:02.273 | 2:10.028 | 2:02.273     |
| 17      | Uruguai        | Juan Cáceres       | Dale Coyne Racing       | 2:03.690 | 2:13.169 | 2:03.690     |

### Corrida
| Pos. | Nº | Piloto             | Equipe                  | Voltas | Tempo/Abandono   | Grid | Pontos |
| ---- | -- | ------------------ | ----------------------- | ------ | ---------------- | ---- | ------ |
| 1    | 7  | A. J. Allmendinger | Forsythe Racing         | 51     | 1:54:43.700      | 5    | 32     |
| 2    | 2  | Bruno Junqueira    | Newman/Haas Racing      | 51     | +0.675 seg.      | 10   | 28     |
| 3    | 1  | Sébastien Bourdais | Newman/Haas Racing      | 51     | +0.988 seg.      | 2    | 28     |
| 4    | 6  | Oriol Servià       | PKV Racing              | 51     | +2.637 seg.      | 13   | 24     |
| 5    | 9  | Justin Wilson      | RuSPORT                 | 51     | +3.763 seg.      | 6    | 21     |
| 6    | 14 | Dan Clarke         | CTE Racing-HVM          | 51     | +4.746 seg.      | 1    | 21     |
| 7    | 34 | Charles Zwolsman   | Mi-Jack Conquest Racing | 51     | +5.537 seg.      | 3    | 18     |
| 8    | 27 | Andrew Ranger      | Mi-Jack Conquest Racing | 51     | +7.359 secs      | 9    | 15     |
| 9    | 11 | Jan Heylen         | Dale Coyne Racing       | 51     | +8.668 seg.      | 12   | 13     |
| 10   | 3  | Paul Tracy         | Forsythe Racing         | 51     | +9.018 seg.      | 11   | 11     |
| 11   | 15 | Alex Tagliani      | Team Australia          | 51     | +13.172 seg.     | 4    | 10     |
| 12   | 8  | Mario Domínguez    | Rocketsports Racing     | 51     | +20.151 seg.     | 15   | 9      |
| 13   | 5  | Will Power         | Team Australia          | 50     | + 1 volta        | 7    | 8      |
| 14   | 4  | Nelson Philippe    | CTE Racing-HVM          | 50     | + 1 volta        | 16   | 7      |
| 15   | 19 | Juan Cáceres       | Dale Coyne Racing       | 50     | + 1 volta        | 17   | 6      |
| 16   | 20 | Katherine Legge    | PKV Racing              | 45     | Acidente         | 8    | 5      |
| 17   | 18 | Tõnis Kasemets     | Rocketsports Racing     | 14     | Caixa de marchas | 14   | 4      |

## O acidente
Katherine Legge, que fazia sua primeira temporada na Champ Car, largara em quinto lugar em Road America (melhor posição de largada em sua passagem pela categoria, incluindo a reunificação com a IRL em 2008) e mantinha-se entre os primeiros colocados até a volta 45, quando seu Lola-Ford #20 perdeu o controle na curva 11, batendo com muita violência no muro. A força da batida fez com que o carro, após dar uma pirueta no ar, desintegrasse completamente. Houve preocupação nos boxes, pois a inglesa não conseguia se comunicar com a sua equipe (PKV Racing). Detritos do Lola ficaram espalhados, fazendo com que a direção interrompesse a corrida para limpeza do trecho afetado pelo acidente. Apesar da gravidade do acidente, que lembrou o do canadense Greg Moore (falecido no GP de Fontana em 1999), nenhum ferimento mais grave foi detectado em Katherine.

## Links
- Resultado do GP de Road America de 2006 - Superspeedway (em português)
- Resultado do treino de sexta-feira
- Resultado do treino classificatório
- Resultado da corrida